# Zasavlje (regija)
Zasavlje ili Zasavska regija je jedna od dvanaest statističkih regija Slovenije. Prema podacima iz 2019. u regiji živi 57.059 stanovnika.
Regija obuhvaća općine:
- Općina Hrastnik
- Općina Trbovlje
- Općina Zagorje ob Savi
- Općina Litija